# Fallout 4
Fallout 4 este un joc de acțiune role-playing dezvoltat de Bethesda Game Studios și publicat de Bethesda Softworks. Este al șaselea joc din seria Fallout și a fost lansat pe 10 noiembrie 2015 pentru PC, PS4 și Xbox One.
Acțiunea are loc în anul 2287, la 10 ani de la evenimentele petrecute în Fallout 3 și, totodată, la 210 de ani după apocalipsa nucleară care a devastat „lumea jocului”, într-un viitor în care conflictele internaționale dintre Statele Unite și China au dus la un război Sino-American (război începând din 2077).
Fallout 4 a primit critici pozitive și s-a vândut în peste 12 milioane de exemplare.

## Acțiunea
Când toate resursele naturale ale planetei s-au terminat oamenii au început să folosească energia nuclearǎ. Chinezii comuniști au atacat Alaska dupǎ care Canada și se îndreptau către Statele Unite ale Americii. Americanii s-au gândit la un rǎzboi nuclear și au început sǎ construiască locuri subterane numite Vault-uri de State-of-the-art care puteau salva oamenii de radioactivitatea lumii de afarǎ. Când chinezii au început sǎ detoneze bombele atomice pe coasta de est a SUA oamenii au mers în Vault-uri. Tu ești un om care cumva a reușit sǎ scape dintr-un Vault. 
DLC-urile sunt: Far Harbour, Vault-Tec Workshop, Contraptions Workshop, Nuka-World, Wasteland Workshop și Automatron. Mai existǎ și un Season Pass. Iar la final celebrul intro din Fallout: War, war never changes.

## Personaje principale
Arthur Maxson: Arthur Maxson este cel mai tânăr și carismatic lider al Brotherhood of Steel. Când ajunge în Commonwealth cu Prydwen, el întâlnește personajul jucătorului și declanșează un mare război împotriva Institutului. În timpul atacului asupra Institutului, Maxson folosește armura sa personală T-60 și Gatling laserul numit Final Judgment. Dacă jucătorul alege partea Brotherhood, Maxson îi acordă personajului rangul de sentinel. Totuși, dacă jucătorul alege partea Institutului sau a Railroad, relația cu Maxson poate deveni conflictuală.
Desdemona: Ea este liderul unei organizații secrete numite Railroad, care luptă pentru libertatea sintetizilor și este responsabilă de siguranța operațiunilor. Ca lider, poate câștiga respectul lucrând cu Supraviețuitorul Singuratic și este un aliat important în acțiunile împotriva Institutului. Desdemona a îmbunătățit siguranța și organizarea operațiunilor, făcând Railroad mai eficient.
Preston Garvey: Este un membru loial al Minutemen. După prăbușirea Minutemen, Preston conduce una dintre ultimele unități supraviețuitoare. După ce îl întâlnește pe Supraviețuitorul Singuratic, ajută la reconstruirea Sanctuary Hills și lucrează pentru a revitaliza Minutemen.
Codsworth: Este majordomul robot din modelul Mister Handy al Supraviețuitorului Singuratic. A supraviețuit 210 ani după căderea bombelor și i-a servit cu loialitate Supraviețuitorului Singuratic. Codsworth oferă diverse tipuri de ajutor și, la atingerea nivelului maxim de prietenie, oferă avantajul "Simpatia pentru roboți".
Paladin Danse: Danse este un paladin al Brotherhood of Steel care poate dezvolta o relație apropiată cu Supraviețuitorul Singuratic. El are o ură puternică față de entitățile non-umane, în special sintetizii. Totuși, pe parcursul jocului, se dezvăluie că Danse este de fapt un sintetizat, ceea ce îl pune într-o situație dificilă. Supraviețuitorul Singuratic se confruntă cu o mare decizie în ceea ce privește soarta lui.
Nate: Nate este un soldat care a luptat în Războaiele pentru Resurse și a primit o medalie. El a fost criogenizat împreună cu familia sa în Vault 111 și a fost martor la răpirea lui Shaun. Dacă jucătorul alege să-l controleze pe Nate, va asista la moartea Norei.
Piper Wright: Este o jurnalistă din Diamond City, hotărâtă să descopere adevărul și are legături strânse cu Railroad. Piper empatizează cu sintetizii și are o antipatie deschisă față de Brotherhood of Steel.
Shaun: Este un copil răpit de Institut în scopuri experimentale. Shaun a fost folosit în proiectul de sintetizați Gen 3 și devine în cele din urmă liderul Institutului.
Cait: Este o luptătoare cu un trecut dificil care poate deveni tovarășul Supraviețuitorului Singuratic. Cait este dependentă de un drog numit Psycho pentru a face față dificultăților vieții, dar cu ajutorul Supraviețuitorului Singuratic, poate depăși această dependență.
Kellogg: Kellogg este un mercenar care lucrează pentru Institut și este responsabil pentru tragedia familiei Supraviețuitorului Singuratic. Cu un trecut complicat, este cunoscut pentru natura sa nemiloasă și este unul dintre principalii inamici ai Supraviețuitorului Singuratic.
Deacon: Deacon este un membru misterios al Railroad, care minte frecvent despre trecutul său, dar este loial organizației. După ce a făcut parte dintr-o bandă anti-sintetizați, s-a alăturat Railroad.
Dogmeat: Dogmeat este câinele loial al Supraviețuitorului Singuratic și un tovarăș important. El ajută Supraviețuitorul Singuratic cu abilitățile sale de urmărire și este apreciat pentru loialitatea sa.

## Legături externe
- Site oficial
- Fallout 4 la Internet Movie Database